# Echo Tomaszowa
Echo Tomaszowa – czasopismo lokalne wydawane w latach 1993–1996. Początkowo pomyślane jako wznowienie czasopisma Echo Mazowieckie wydawanego w Tomaszowie Mazowieckim w latach 1926-1928.
Tygodnik był wydawany początkowo z inicjatywy Urzędu Miasta Tomaszowa Mazowieckiego. Bezpłatny numer sygnalny czasopisma (bez daty wydania) został wyłożony 10 lutego 1993 w holu tomaszowskiego Ratusza w dniu obrad sesji Rady Miasta.
Czasopismo było drukowane przez firmę „Amat-Druk”, od nru 11 przez Tomaszowskie Zakłady Graficzne, od kwietnia 1995 przez drukarnię „Unigraf”. Skład komputerowy wykonywany był początkowo przez Warsztaty Szkolne „Samochodówki”, następnie przez Agencję Usług Wydawniczych „Nami” Sławomira Przybylskiego. Ogółem ukazało się 21 numerów pisma z podtytułem „Tygodnik samorządowy” i 142 numery z podtytułem „Tygodnik regionalny”. Po prywatyzacji kontynuacją czasopisma było Echo.